# Keiji Nakazawa

Keiji Nakazawa (中沢 啓治, Nakazawa Keiji, Hiroshima, 14 maart 1939 – aldaar, 19 december 2012) was een Japans mangaka en schrijver.

## Biografie
Nakazawa werd geboren te Hiroshima. Hij maakte er als kind de atoombom op Hiroshima mee in 1945. De meeste van zijn familieleden die niet waren geëvacueerd stierven door de ontploffing nadat zij gevangen geraakten onder de brokstukken van hun huis. Zijn moeder en zusje, een boreling, overleefden het. Zijn zus stierf enkele weken later.
In 1961 verhuisde Nakazawa naar Tokio om er fulltime manga te tekenen. Hij produceerde one-shots voor anthologietijdschriften zoals Shonen Gaho, Shonen King en Bokura.
Na de dood van zijn moeder in 1966 keerde Nakazawa terug naar zijn herinneringen aan Hiroshima. Hij besloot deze op papier te zetten. Kuroi Ame ni Utarete (Geraakt door Zwarte Regen) was het eerste boek van vijf over de zwarte markt die ontstond na het vallen van de bom. In 1972 schreef hij Ore wa Mita (Ik zag het). Dit autobiografisch verhaal werd gepubliceerd in Monthly Shonen Jump. Het verhaal werd later vertaald naar het Engels.
Na het vervolledigen van Ore wa Mita begon Nakazawa aan zijn meesterwerk: Hadashi no Gen (in het Nederlands bekend als Gen Barrevoets in Hiroshima). Deze tiendelige reeks putte inspiratie uit dezelfde feiten als Ore wa Mita, maar gaf deze een fictieve draai. Het jonge personage Gen vervangt hierbij Nakazawa. Hadashi no Gen stelt het vallen van de bom en het (na-)oorlogse Japan extreem gedetailleerd voor. Het werk levert ook kritiek op het Japanse militarisme tijdens Wereldoorlog II. Hadashi no Gen werd verfilmd tot een live-action trilogie, twee anime films en een live-action televisiedrama.
Nakazawa kondigde in september 2009 zijn pensioen aan, dit vanwege diabetes en cataract. Het geplande vervolg op Hadashi no Gen werd hierdoor afgezegd. In september 2010 werd Nakazawa gediagnosteerd met longkanker. Op 19 december 2012 overleed hij te Hiroshima.

## Oeuvre
- Ano Machi Kono Machi (あの街この街)
- Kuroi Chinmoku no hate ni (黒い沈黙の果てに)
- Itsuka Mita Aoi Sora (いつか見た青い空)
- Okinawa (オキナワ)
- Kuroi ame ni Utarete (黒い雨にうたれて)
- Geki no Kawa (ゲキの河)
- Chinchin Densha no Shi (チンチン電車の詩)
- Maboroshi no 36 Go (幻の36号)
- Yukari no Kinoshita de (ユーカリの木の下で)
- Ore wa Mita (おれは見た)
- Kuroi Kawa no Nagare ni (黒い河の流れに)
- Kuroi Hato no Mure ni (黒い鳩の群れに)
- Itama Ippon (いいタマ一本)
- Aru Nichi Totsuzen ni (ある日突然に)
- Chie to Danbira (チエと段平)
- Aru Koi no Monogatari (ある恋の物語)
- Ohayo (おはよう)
- Yakyu Baka (野球バカ)
- Ano Machi Kono Machi (あの街この街)
- Guzu Roku Kōshinkyoku (グズ六行進曲)
- Genkotsu Iwata (げんこつ岩太)
- Hiroshima Kapu Tanjo Monogatari (広島カープ誕生物語)
- Aku Taro (悪太郎)
- O Konomi Hachi-chan (お好み八ちゃん)
- Itsuka Mita Aoi Sora (いつか見た青い空)
- Otoko Nara Shōri no Utawo (男なら勝利の歌を)
- Kare Baka (カレーバカ)
- Warera Eien ni (われら永遠に)
- Susume!! Donganden (進め!!ドンガンデン)
- Boken Jijimu (冒険児ジム)
- Kaiju Shima no Kessen Gojira no Musuko (怪獣島の決戦 ゴジラの息子)
- Kuro Gaita Natsu (クロがいた夏)
- Murasaki Shoku no Pika (むらさき色のピカ)
- Hadashi no Gen (はだしのゲン)

## Nalatenschap
Nakazawa was het onderwerp van de Japanse documentaire Barefoot Gen's Hiroshima (2011). Deze documentaire werd geregisseerd door Yuko Ishida.